# 1158

## Догађаји
- Јесен – Цар Манојло I Комнин креће из Цариграда на челу експедиционе војске. Маршира ка Киликији; и док главна војска прати приобални пут ка истоку, Манојло жури напред са снагом од само 500 коњаника. Успева да изненади Тороса II „Великог“, господара Јерменског краљевства Киликије, који је учествовао у нападу на Кипар 1156. године. Торос бежи у планине, а Киликију окупирају Византинци.
- 11. јануар – Владислав II постаје краљ Бохемије. Крунише га Фридрих Барбароса, цар Светог римског царства, дијадемом. Владиславу је такође додељена Горња Лужица и прати Фридриха у Милано да угуши побуну у Ломбардији.
- Фридрих I сазива Сабор у Ронкаљи. Мобилизује војску од 100.000 људи и креће у јуну на другу италијанску експедицију – у пратњи Хенрија Лава и његових саксонских снага. Он прелази Алпе и опседа Милано. Немачке снаге освајају град од побуњеника након кратке опсаде. Међутим, Милано се убрзо поново буни, а царица Беатриче је заробљена и приморана да парадира на магарцу.
- Лето – Краљ Енглеске Хенри II Плантагенет путује у Француску да се састане са краљем Лујем VII и предложи брак између свог трогодишњег сина Хенрија и Лујеве ћерке Маргарете (млађе од годину дана). Она је послата у Енглеску, као будућа супруга и краљица. Регион Вексин је обећан Маргарети као мираз и стављен је под бригу витезова темплара, док њен будући муж не буде довољно стар да преузме контролу над њим.
- 31. август – Краљ Санчо III („Жељени“) умире након једногодишње владавине. Наследио га је на месту владара Кастиље његов двогодишњи син Алфонсо VIII („Племенити“). Племићке куће Лара и Кастро полажу право на регентство, као дечаков ујак, Фердинанд II (владар Леона и Галиције).
- Португалске снаге, предвођене краљем Афонсом I од Португала („Великим“), освајају Памелу, Алкасер до Сал и Сезимбру од ослабљених Алморавида.
- Дванаестогодишњи Вилијам Маршал је послат из Енглеске у замак Танкарвил у Нормандији да би одрастао у домаћинству Вилијама де Танкарвила, рођака Вилијамове мајке. Почиње своју обуку за витеза; то такође укључује академске студије, практичне лекције о витештву и дворском животу, као и ратовање и борбу.
- Велшке снаге под командом Ифора Баха („Ивор Кратки“) нападају замак Кардиф и киднапују Вилијама Фица Роберта, норманског господара Гламоргана, заједно са његовом породицом.
- 5. септембар – Јапански цар Го-Ширакава абдицира након трогодишње владавине. Наследио га је петнаестогодишњи син Ниџо као 77. цар. Го-Ширакава задржава власт и даје Кијомори Таири виши положај да води владу којом доминирају самураји.
- Да би повратио поверење у енглеску валуту, Хенри II кује нови пени са својим ликом.
- Фридрих I додељује Универзитету у Болоњи прве привилегије.

## Смрти
- Аврамије Мирожски

- Отон Фрајзиншки

- Санчо III од Кастиље